# Enyalius leechii
Enyalius leechii é uma espécie do gênero Enyalius.

## Taxonomia
A espécie foi descrita em 1885 por George Albert Boulenger. O espécime tipo foi coletado em Santarém, no Pará, Brasil.